# 쓰노미야촌
쓰노미야촌(津宮村)은 지바현 가토리군에 일찍이 존재했던 촌이다. 현재의 가토리시에 해당한다.

## 지리
- 현재의 가토리시, 구 사와라시 북부에 해당한다.
- 마을은 고원과 평지가 뒤섞인 골짜기가 많은 지형이다.
- 마을 안에는 도네강이 흐르고 있다.

## 역사
- 1889년 4월 1일 - 정촌제 시행에 수반해 가토리군 쓰노미야촌이 성립하였다.
- 1931년 11월 10일 - 나리타선의 사와라역, 사사가와역간이 개통에 의해 가토리역이 개통되었다.
- 1955년 2월 11일 - 신시마촌, 미즈호촌, 오쿠라촌과 함께 사와라시에 편입해, 동일 쓰노미야촌은 폐지되었다.
- 2006년 3월 27일 - 오미가와 정, 야마다 정, 구리모토 정과 합병해 가토리시가 신설되었다.

## 인구
| 1891년 | 1,745 |
| 1903년 | 2,076 |
| 1920년 | 1,898 |
| 1935년 | 1,972 |
| 1940년 | 2,040 |
| 1955년 | 2,995 |

## 교통

### 철도
- 일본국유철도 (→ 동일본 여객철도)
  - 나리타선

※역의 위치는 쓰노미야역
※쓰노미야촌이 존재 당시 가시마선은 미개통이었다. 현재는 마을 내에 동선 주니쿄역이 존재하고 있다.

## 참고문헌
- 角川日本地名大辞典編纂委員会『角川日本地名大辞典 12 千葉県』、角川書店、1984年 ISBN 4040011201